# Timothy Michael Dolan
Timothy Michael Dolan (Saint Louis (Missouri), 6 februari 1950) is een Amerikaans geestelijke en kardinaal van de Katholieke Kerk.
Dolan groeide op in een gezin met twee broers en twee zussen. Na zijn middelbare school studeerde hij aan het Kenrick-Glennon Seminarie in Saint Louis om vervolgens zijn studies voort te zetten in Rome, waar hij afstudeerde in de theologie aan het Angelicum. Hij werd op 19 juni 1976 priester gewijd. Hij deed vervolgens pastoraal werk en bereidde een proefschrift voor aan de Katholieke Universiteit van Amerika. Van 1983 tot 1987 was hij vervolgens werkzaam bij het aartsbisdom Saint Louis, waar hij onder andere verantwoordelijk was voor de reorganisatie van de seminaries. Van 1989 tot 1992 was hij secretaris op de apostolische nuntiatuur in Washington D.C. In 1992 werd hij vice-rector van het Kenrick-Glennon seminarie, waar hij tevens kerkgeschiedenis ging doceren.
Op 19 juni 2001 werd Dolan benoemd tot hulpbisschop van Saint Louis en titulair bisschop van Natchesium; zijn bisschopswijding vond plaats op 15 augustus 2001. Op 25 juni 2002 werd hij benoemd tot aartsbisschop van Milwaukee. In 2007/2008 was hij tevens apostolisch administrator van Green Bay. Op 23 februari 2009 werd hij benoemd tot aartsbisschop van New York als opvolger van Edward Egan, die in 2007 vanwege leeftijdsredenen zijn ontslag had ingediend.
Dolan werd tijdens het consistorie van 18 februari 2012 kardinaal gecreëerd. Hij kreeg de rang van kardinaal-priester. Zijn titelkerk werd de Nostra Signora di Guadalupe a Monte Mario.
- Biblioteca Nacional de España: XX5563754
- Gemeinsame Normdatei: 1068012234
- International Standard Name Identifier: 0000 0000 6121 8055
- Library of Congress Control Number: n89620589
- Nationale Bibliotheek van Tsjechië: mzk2016920506
- Nationale Bibliotheek van Israël: 987007344565605171
- Nationale Bibliotheek van Polen: a0000002690134
- Système universitaire de documentation: 192279386
- Virtual International Authority File: 75457317
- WorldCat: E39PBJr7TRYwfJrvTG7Xy3j3cP